# V̍
Cette page contient des caractères spéciaux ou non latins. S’ils s’affichent mal (▯, ?, etc.), consultez la page d’aide Unicode.
V̍ (minuscule : v̍), appelé V ligne verticale, est une lettre utilisée dans l'écriture du moyen haut allemand.
Elle est formée de la lettre V diacritée d’une ligne verticale.

## Représentations informatiques
Le V ligne verticale peut être représente avec les caractères Unicode suivants :
- décomposé (latin de base, diacritiques) :

| formes    | représentations | chaînes de caractères | points de code | descriptions                                                  |
| --------- | --------------- | --------------------- | -------------- | ------------------------------------------------------------- |
| capitale  | V̍               | V◌̍                    | U+0056 U+030D  | lettre majuscule latine v diacritique ligne verticale en chef |
| minuscule | v̍               | v◌̍                    | U+0076 U+030D  | lettre minuscule latine v diacritique ligne verticale en chef |